# Oswaldo Guayasamín
Oswaldo Guayasamín, född 6 juli 1919, död 10 mars 1999, var en ecuadoriansk målare och skulptör. Guayasamín föddes i Quito, Ecuador. Fadern stammade från den lokala Quechua-befolkningen och även modern hade delvis Quechua-indianska rötter. Han utbildade sig på konstskolan Escuela de Bellas Artes i Quito.
Guayasamíns konstnärskap handlade ofta om mänsklighetens livsvillkor, med återkommande teman som den fattiga indianbefolkningens hårda livsvillkoren och tragedier som inbördeskrig och världskrig, Förintelsen och förtryck, diktaturer och tortyr. Guayasamín hyllas som något av Ecuadors nationalkonstnär både för sin uttrycksfulla konst och för sitt ställningstagande för de svaga. 
Stiftelsen Fundación Guayasamín driver museikomplexet Complejo Cultural Guayasamín i Quito, som innefattar konstnärens mästerverk La Capilla del Hombre, en konstmuseidel och det intilliggande konstnärshemmet, som öppnades för allmänheten 2012.  
Guayasamín finns representerad på många stora konstmuseer och hans väggmålningar återfinns bland annat i UNESCO-högkvarteret i Paris, på Barajas-flygplatsen i Madrid och i många regeringsbyggnader i Quito.